# Rabanal del Camino
Rabanal del Camino ist ein kleiner Ort am Jakobsweg in der Provinz León der Autonomen Gemeinschaft Kastilien-León. Der Ort gehört zur Gemeinde Santa Colomba de Somoza.
Der Ort war lange Zeit wegen seiner Lage vor dem Übergang über den Monte Irago sehr wichtig für den Jakobsweg, mehrere Hospize und Kirchen in dem kleinen Ort belegen die damalige Bedeutung des Dorfes. Möglicherweise wurde eines der Hospize von den Templern als Außenstelle ihres regionalen Hauptsitzes in Ponferrada geführt, von dem aus sie Pilgern Schutz auf dem Weg durch die Berge boten. Aimeric Picaud erwähnt Rabanal im Jakobsbuch als Ende der neunten Etappe.
Mit der Renaissance der Jakobswallfahrt erfuhr Rabanal del Camino eine Wiederbelebung. Eine wichtige Rolle spielte dabei die Pilgerherberge San Gaucelmo der englischen Jakobsbruderschaft Cofraternity of Saint James. Ihr folgte eine kommunale und eine private Herberge, außerdem gibt es heute mehrere Pensionen und Restaurants. Die Kirche und die Einsiedelei San José wurden erneuert. In religiöser Hinsicht war besonders die Gründung des Benediktinerklosters Monte Irago im Jahr 2001 wichtig für den Ort. Es ist zurzeit mit vier Mönchen besetzt und gehört zur Erzabtei der Benediktiner Sankt Ottilien. In der Pfarrkirche finden fünfmal täglich Gottesdienste in gesungener gregorianischer Liturgie statt, die von den Mönchen und anwesenden Pilgern gestaltet werden.

## Religiöse und zivile Architektur
(in tatsächlicher Reihenfolge von Ost nach West)
- Ermita Santo Cristo de la Vera Cruz, am Ortseingang
- Ermita San José, Calle Mayor, 18. Jahrhundert, Statuen des Namenspatrons Sankt Joseph und der Hl. Barbara
- Hospiz San Gregorio, Calle Mayor
- Casa de las Cuatro Esquinas (Haus der vier Ecken), Calle Mayor, soll Philipp II. während seines Aufenthalts in Rabanal als Unterkunft gedient haben
- Pfarrkirche Santa María, Calle Mayor, ursprünglich romanischer Bau aus dem frühen 12. Jahrhundert mit sehr vielen nachträglichen Umbauten. Bei Restaurierungsarbeiten im Inneren wurden vor kurzer Zeit Bauspuren aus dieser Zeit freigelegt. Derzeit (2007) sind bei Ausgrabungen im Boden der Kirche freigelegte Gräber zu sehen.

## Personen mit besonderer Beziehung zum Ort
Rabanal ist der Geburtsort des Uhrmachers Antonio Canseco y Escudero (1838–1917), der zwanzigjährig nach Madrid übersiedelte und im Spanien des 19. Jahrhunderts für seine gewichtslosen Uhren berühmt war. Seinem Heimatort stiftete er 1882 eine Uhr, die dort immer noch am Kirchturm zu sehen ist.